# Lopidea major
Lopidea major är en insektsart som beskrevs av Knight 1918. Lopidea major ingår i släktet Lopidea och familjen ängsskinnbaggar. Inga underarter finns listade i Catalogue of Life.